# 董连慧
董连慧（1956年10月—）天津市静海县人，中华人民共和国地质学家，中国共产党党员。

## 生平
1980年1月，自长春地质学院地质力学专业毕业。2001年12月，获岩石、矿物、矿床学理学博士学位。长期从事地质调查、矿产勘查工作，曾在新疆地矿局第一地质大队历任分队技术员、组长、副技术负责、技术负责，大队副总兼1∶5万区调分队长和技术负责，大队总工。1998年起，历任新疆地矿局副总工程师、代理局总工程师。（其间，2000年新疆地矿局成立为新的新疆维吾尔自治区地质矿产勘查开发局。）2002年起，任新疆维吾尔自治区地质矿产勘查开发局总工程师。他还兼任中国科学院和中国地质大学（北京）博士生导师。2003年当选第十届全国人大代表。2003年获聘为新疆维吾尔自治区第十届人民政府特邀行政执法监督员，聘期五年。

## 学术贡献
董连慧主持了国家“892”项目，评价了新疆最大的金矿——阿希金矿，提交黄金储量50吨。他还首次提出了对破火山机构火山管道相导矿容矿的新认识，确定其为和陆相火山岩有关的浅成低温热液型金矿。另外，他还主持了东疆1:5万区调项目，第一次发现了土屋斑岩型铜矿，实现了新疆超大型斑岩铜矿找矿突破，探得铜金属资源量460万吨；主持了东疆煤炭资源整装勘查，提交了新增煤炭资源量1700余亿吨。任新疆维吾尔自治区地质矿产勘查开发局总工程师后，得出“环准噶尔”及“环塔里木”构造带控矿的新认识，并以此指导勘查工作。董连慧作为“358”项目办公室总工程师，主持编制了总体部署方案。
董连慧出版专著多部。发表主要论文十多篇（均为第一作者）。曾获国家科技进步二等奖、省部级科技进步奖一等奖、二等奖。获全国先进工作者、新疆维吾尔自治区优秀专家等省部级以上荣誉十多项。享受国务院“政府特殊津贴”。
董连慧是2011年、2013年、2015年中国工程院能源与矿业工程学部院士增选有效候选人，专业为矿产资源和地质勘查。

## 著作
- 董连慧 等，全国主要成矿远景区矿产资源调查评价重点选区研究，中国地质调查局，2003年
- 董连慧 等，西天山地区晚古生代浅成低温热液金矿床，地质出版社，2005年
- 董连慧 等，新疆地壳演化及优势矿产成矿规律研究，中国地质大学出版社，2009年